# Pygmalion
Pygmalion (bra: Pigmalião; prt: Pigmaleão) é um filme do Reino Unido 1938, do gênero comédia e drama românticos, realizado por Anthony Asquith e Leslie Howard, e com roteiro de George Bernard Shaw, W.P. Lipscomb, Cecil Lewis e Ian Dalrymple, baseado em peça de teatro homônima de Shaw.
O roteiro seria mais tarde adaptado para o musical teatral My Fair Lady, que foi filmado em 1964  com o mesmo nome.
A trilha sonora do filme é de Arthur Honegger e a montagem de David Lean.

## Sinopse
Henry Higgins é um professor de fonética que, juntamente com o seu amigo, o Coronel Pickering, resolve transformar Eliza Doolitle, uma florista de rua inculta e sem o mínimo de educação exigido pela sociedade, numa grande dama, no espaço de três meses. 

## Elenco
- Leslie Howard ... professor Henry Higgins
- Wendy Hiller .... Eliza Doolittle
- Wilfrid Lawson .... Alfred Doolittle
- Marie Lohr .... Sra. Higgins
- Scott Sunderland .... coronel George Pickering
- Jean Cadell .... Sra. Pearce
- David Tree .... Freddy Eynsford-Hill
- Everley Gregg .... Sra. Eynsford-Hill
- Leueen MacGrath .... Clara Eynsford-Hill
- Esme Percy .... Conde Aristid Karpathy
- Violet Vanbrugh .... embaixadora

## Principais prémios e nomeações
- Ganhou o Oscar de melhor roteiro adaptado.
- Foi ainda nomeado nas seguintes categorias:
  - melhor actor (Leslie Howard)
  - melhor actriz (Wendy Hiller)
  - melhor filme

- Ganhou o prêmio de melhor actor (Leslie Howard) e foi indicado ao Prêmio Volpi de melhor filme no Festival de Veneza.